# Pinar Tanrikolu
Pinar Tanrikolu (* 5. Oktober 1984 in Nürnberg) ist eine deutsche Fernsehmoderatorin und Journalistin türkischer Abstammung.

## Leben und Wirken
Tanrikolu studierte von 2005 bis 2006 an der Hanseatischen Akademie der Medien in Lübeck, ehe sie 2007 ihr Volontariat beim Franken Fernsehen begann. Anschließend war sie dort von 2009 bis 2014 als Moderatorin und Redakteurin tätig. Seit Oktober 2014 arbeitet sie beim ZDF in der heute-Redaktion. Nach der Heirat 2015 zog sie mit ihrem Mann Timu nach Istanbul und Ende 2018 wieder nach Nürnberg. 2021 eröffneten die beiden dort ein Lokal, das sie seit 2023 mit einem italienischen Partner und erweiterten Konzept betreiben. Für ihre Moderationstätigkeit pendelt Tanrikolu einige Tage im Monat nach Mainz.
2019 wurde der Sohn des Paares geboren, 2022 eine Tochter. Tanrikolu spricht Deutsch, Türkisch, Englisch und Französisch.

## Moderationen
- heute-Früh- und Spätausgaben sowie innerhalb des ZDF-Morgenmagazins (2014–2015)
- heute Xpress (seit 2015)

## Auszeichnungen
- Medienpreis der Metropolregion Nürnberg in der Kategorie „Aktuelle Berichterstattung“